# Suspended in Gaffa
Pour un article plus général, voir Discographie et vidéographie de Kate Bush.
 (juin 2025).
Motif : Ne respecte pas les critères WP:NDC
- Archive Wikiwix
- Bing
- Cairn
- DuckDuckGo
- E. Universalis
- Gallica
- Google
- G. Books
- G. News
- G. Scholar
- Persée
- Qwant
- (zh) Baidu
- (ru) Yandex
- (wd) trouver des œuvres sur Wikidata

| 1. | Préciser le motif de la pose du bandeau. | Précisez le motif de la pose du bandeau en utilisant la syntaxe suivante : {{admissibilité à vérifier\|date=juin 2025\|motif=remplacez ce texte par le motif}}                          |
| 2. | Informer les utilisateurs concernés.     | Pensez à avertir le créateur de l'article, par exemple, en insérant le code ci-dessous sur sa page de discussion : {{subst:avertissement admissibilité à vérifier\|Suspended in Gaffa}} |

 (janvier 2014).
Singles de Kate Bush
There Goes a Tenner
(1982) Ne t'enfuis pas
(1983)
Pistes de The Dreaming
Pull Out the Pin Leave It Open
Suspended in Gaffa est une chanson enregistrée par Kate Bush. En Europe, c'est le troisième single extrait de son album The Dreaming, sauf au Royaume-Uni où c'est There Goes a Tenner qui sortira en single à la place de Suspended in Gaffa.